# The Great Migration
The Great Migration è il primo album ufficiale da solista del rapper e produttore Bronze Nazareth, membro dell'ala dei protetti del Wu-Tang Clan.
Bronze si affida, per le collaborazioni, a diversi affiliati della Wu-Fam come Killa Sin del Killarmy, Prodigal Sunn, Timbo King e molti altri. Il produttore si accolla, oltre le basi, anche tutte le strofe rap.

## Tracce
1. In the Beginning Intro
2. The Pain
3. More Than Gold
4. Killa Beez Attack (skit)
5. The Bronzeman
6. One Plan
7. Instrumental interlude
8. Stolen Van Gogh
9. 5th Chamber
10. Stupid Fucking White Man (Skit)
11. Good Morning (A Nice Hell)
12. Rare Breed
13. Hear What I Say!
14. Black Royalty
15. Detroit
16. $ (Aka Cash Rule)
17. Poem Burial Ground
18. The Great Migration
19. Bronze Halls (Outro)